# 마담 웹
마담 웹(Madame Web) 또는 카산드라 웹(Cassandra Webb)은 마블 코믹스가 출간한 미국 만화책에 등장하는 허구 캐릭터이다. 1980년 11월에 출판된 어메이징 스파이더맨 #210에 처음 등장하였으며 작가 데니 오닐과 아티스트 존 로미타 주니어가 만들었다. 스파이더맨 만화 잡지 시리즈에서 조역으로 묘사되는 것이 보통이며 여기서 거미줄을 닮은 생명지원체계에 연결된 중증 근무력증을 앓는 노년 여성으로 등장한다.